# 羊下坝镇
羊下坝镇，是中华人民共和国甘肃省武威市凉州区下辖的一个乡镇级行政单位。

## 行政区划
羊下坝镇下辖以下地区：
上二沟村、下二沟村、三沟村、四沟村、上双村、五沟村、六沟村、七沟村、丁家湾村和地湾村。